# 月に祈るピエロ
『月に祈るピエロ』（つきにいのるピエロ）は、中部日本放送（CBC）の制作により、2013年10月5日の14時00分 - 15時24分に、TBS系列で放送された日本の単発テレビドラマ。平成25年度文化庁芸術祭参加作品。
『月に行く舟』（2014年）、『三つの月』（2015年）へと続く"月シリーズ"三部作の第1作。
メールを通じて知り合った男女が心を通わせていく「大人の恋愛」をえがいた作品。

## キャスト
玉井 静流（たまい しずる）
演 - 常盤貴子
岐阜県の山間の町で祖母や母と共に暮らす女性で、病院の受付で働く。子供の頃に読んだ思い出の本「月に祈るピエロ」をきっかけに、顔も知らない1人の男と交流を始める。
戸伏 航（とぶせ わたる）
演 - 谷原章介
東京で商社に勤めている男。オークションサイトに出品した「月に祈るピエロ」を静流に送ったのをきっかけに、彼女と交流を始める。
玉井 さくら
演 - 八千草薫
静流の祖母。高齢で介助が欠かせないが、穏やかな性格で孫の静流に優しく接する。
玉井 時枝
演 - 根岸季衣
静流の母。さくらの介助は行うが、静流の言う事する事全てを気に入らず、否定し続ける。
谷沢 悠人
演 - 宅間孝行
静流の同級生で、彼女の勤務先である病院の院長。
池場 恵
演 - 高橋由美子
静流の同級生で、カフェココロを営むシングルマザー。
その他の出演者
井田國彦、仲村春美、岡本あずさ、内田藍子、宮内知美、三輪あすみ、丸山裕征、内田三香子、柴田杏花 ほか

## スタッフ
- 作 - 北川悦吏子
- 演出 - 堀場正仁
- プロデューサー - 堀場正仁、櫻井美恵子
- 音楽 - 富貴晴美
- 絵本デザイン - 橋田誠一
- ロケ協力 - 郡上市、美濃市、郡上八幡観光協会、岐阜フィルムコミッション、長良川鉄道 ほか
- 技術協力 - WING-T
- 美術協力 - KHKアート
- ポスプロ - ビデオスタッフ
- 装飾 - ケイプランニング
- 制作協力 - 国際放映
- 制作著作 - 中部日本放送（CBC）[注 1]

## 受賞歴
| 年月      | 大会名                                        | 部門                                 | 結果                  | 出典  |
| --------- | --------------------------------------------- | ------------------------------------ | --------------------- | ----- |
| 2014年4月 | 第50回「Chicago International Film Festival」 | Television Awards 長編テレビ映画部門 | 銀賞（Silver Plaque） | [ 2 ] |